# Aeroportul Progar
Aeroportul Progar (IATA: PGB, ICAO: LYPB) este un aeroport din Progar⁠(d), Gradska opština Surčin⁠(d), Grad Beograd⁠(d), Serbia ce deservește zona Belgrad.
Situat la o altitudine de 69 m, aeroportul dispune de o singură pistă.